# Kulturfeste im Land Brandenburg
Kulturfeste im Land Brandenburg e. V. ist ein 1994 gegründeter gemeinnütziger Verein, der seinen Sitz in Potsdam hat und hauptsächlich als Dachverband seiner über 75 Mitglieder agiert, und darüber hinaus selbst als Kulturveranstalter auftritt. Der Vereinszweck besteht in der Förderung von Kunst und Kultur sowie in der Bereicherung und Weiterentwicklung des kulturellen Lebens im Land Brandenburg, wobei der Schwerpunkt auf der Organisation von Kulturfesten in den Bereichen Musik, Theater, Literatur, Film und Bildende Kunst liegt. Dieser Zweck wird insbesondere durch eine gezielte Informationspolitik im Kontext von Kulturfesten in Brandenburg verfolgt, die durch Diskussions- und Informationsveranstaltungen, Publikationen sowie durch die Durchführung und Pflege kultureller Veranstaltungen aller Art realisiert wird. Der Vorstand beruft einmal jährlich die ordentliche Mitgliederversammlung ein. Die Mitglieder des Dachverbands setzen sich aus Vereinen, kommunalen Einrichtungen und privatwirtschaftlichen Unternehmen zusammen, die in den Bereichen Theater, Musik, Literatur, Film und bildende Kunst im gesamten Land Brandenburg tätig sind.

## Geschichte

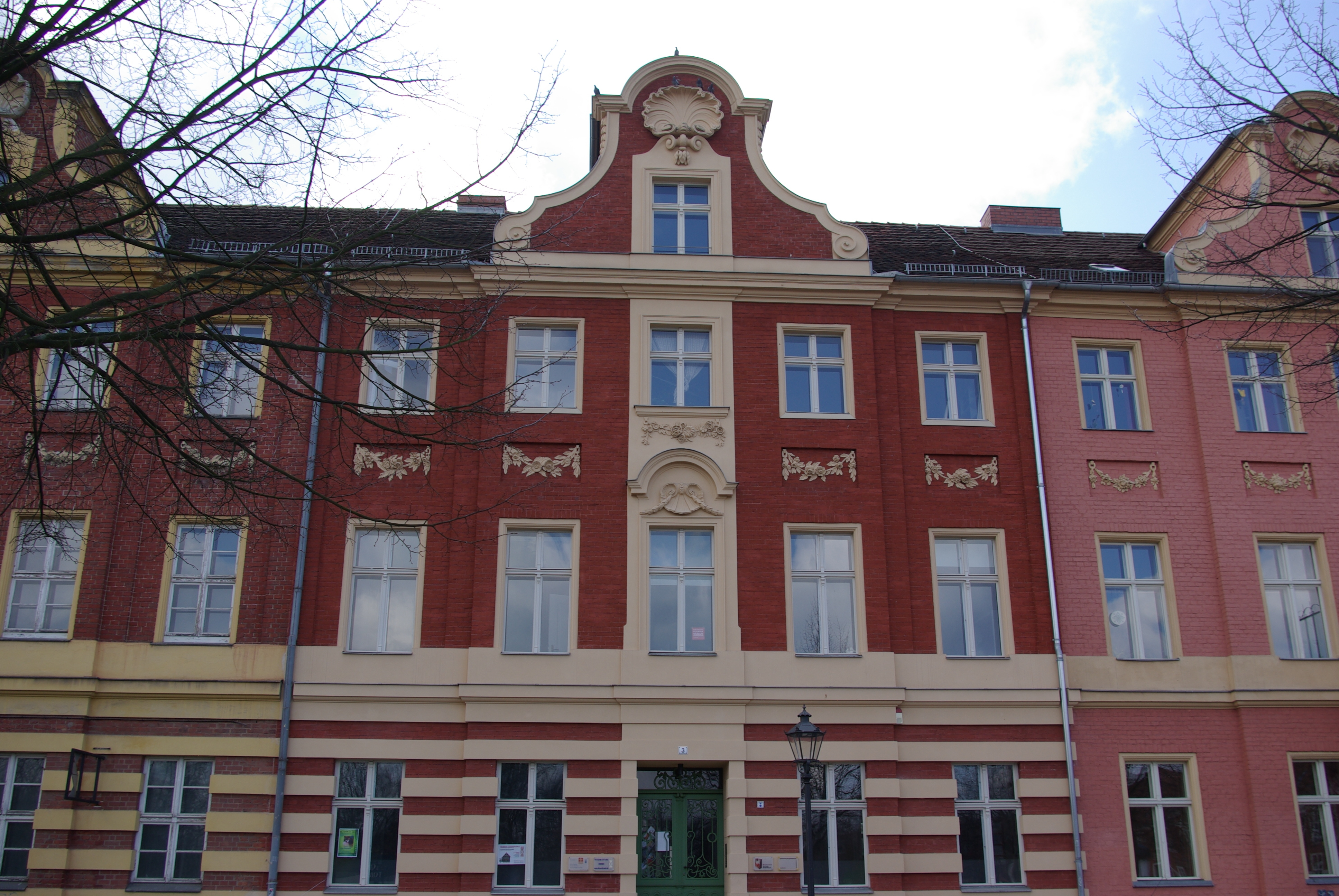
Sitz der Kulturfeste im Land Brandenburg e. V.

Nach dem politischen Umbruch von 1989 entstanden in Brandenburg zahlreiche Kulturinitiativen. Deren kulturelle Aktivitäten blieben jedoch oft weitgehend unbekannt, insbesondere bei Personen, die in Berlin oder weiter entfernten Regionen lebten. Um dem entgegenzuwirken, trafen sich im März 1994 die Organisatoren verschiedener Kulturveranstaltungen aus ganz Brandenburg in Potsdam. Dabei gründeten sie den Verein Kulturfeste im Land Brandenburg e. V., der heute seinen Sitz am Bassinplatz in Potsdam hat.
Der Verein startete 1994 mit 24 Mitgliedern und wuchs bis 2019 auf fast 80 Mitglieder an. Etwa 90 Prozent der Mitglieder repräsentieren Musik- oder Theaterfestivals, während ein kleinerer Anteil sich auf Literatur, Film und Bildende Kunst konzentriert. 
Die Geschäftsstelle des Vereins wird vom Ministerium für Wissenschaft, Forschung und Kultur des Landes Brandenburg gefördert. Zusätzlich stellt das Ministerium dem Verein Zuschüsse für Honorarkosten zur Unterstützung kleiner Kulturfeste zur Verfügung.

## Projekte

### Preußische Musik2001 undOrte der Romantik – Musik und Architektur2002
Im Jahr 2001 initiierte der Verband „Kulturfeste im Land Brandenburg“ im Rahmen der Kampagne „Kulturland Brandenburg“ eine Konzertreihe unter dem Titel Preußische Musik im Rahmen des Projekts 300 Jahre Preußen. Diese Veranstaltung diente der Präsentation preußischer Musiktraditionen und wurde in historischen Bauwerken mit besonderer akustischer Eignung für Kammermusik durchgeführt. Die Reihe umfasste bedeutende architektonische Stätten, darunter Schinkelkirchen in Annenwalde-Uckermark, Neuhardenberg und Straupitz, sowie verschiedene Dorfkirchen und Schlösser. 
Im darauffolgenden Jahr 2002 organisierte der Verband eine weitere Konzertreihe unter dem Titel Romantik – Musik und Architektur. Diese Reihe fokussierte auf die Verbindung von Musik und Architektur in romantischen Kontexten und nutzte dafür erneut architektonisch und akustisch herausragende Orte, darunter zahlreiche Kirchen, Schlösser und Landhäuser in Brandenburg.

### Musikprojekte in Ravensbrück
Seit 2003 führt der Verband zudem Musikprojekte in der Mahn- und Gedenkstätte Ravensbrück durch. Im Rahmen dieser Projekte werden Lieder in verschiedenen Sprachen wieder aufgeführt, die von Frauen gesungen wurden, die einst in diesem Konzentrationslager inhaftiert waren. In den Jahren 2003 und 2018 wurden die Programme durch Auftragskompositionen junger Komponistinnen für Ravensbrück ergänzt. Die Aufführungen mit französischen, russischen, tschechischen, polnischen, slowenischen und spanischen Liedern fanden in der ehemaligen Textilfabrik, im Zellenbau und im Besucher-Informationszentrum der Gedenkstätte statt. Ein Mitschnitt des rbb Kulturradio vom Konzert im Jahr 2003 mit tschechischen Liedern und Auftragskompositionen von Aziza Sadikova, Marianthi Papalexandri-Alexandri, Weronika Ratusińska, Diana Čemerytė und Jana Kmiťová für Ravensbrück ist als Doppel-CD erschienen. Die slowenischen Lieder und Auftragswerke von Melani Polit, Ana Zlobko und Teja Merhar (Bogdanova), sowie Bearbeitungen von Katarina Pustinek Rakar wurden vom Frauenvokalensemble Gallina, Franja Kočnik (Zither), und Neža Torkar (Akkordeon), aufgeführt, später vom slowenischen Rundfunk aufgezeichnet und als CD veröffentlicht. Im September 2023 präsentierte das Frauenvokalensemble Cantaderas ein spanisches Liederprogramm, das von Deutschlandfunk Kultur aufgezeichnet und gesendet wurde.

### Der Himmel auf Erden. 1000 Jahre Christentum in Brandenburg
Im Jahr 2005 veranstaltete der Verband in Zusammenarbeit mit der Evangelischen Kirche Berlin-Brandenburg-schlesische Oberlausitz das Orgelfestival Der Himmel auf Erden. 1000 Jahre Christentum in Brandenburg, ebenfalls im Rahmen von Kulturland Brandenburg. Die Konzeption des Orgelfestivals wurde durch eine Arbeitsgruppe des „Runden Tisches Orgel“ entwickelt.
Vom 13. Mai bis 23. Oktober 2005 bot dieses Orgelfestival eine umfassende Darstellung der regionalen Orgeltraditionen durch Führungen und Konzerte. Aus den etwa 1800 Orgeln, die in Berlin und Brandenburg im Bereich der evangelischen Landeskirche gibt, wurden 24 Orgeln präsentiert. Insgesamt wurden im Rahmen der Kampagne Kulturland Brandenburg ca. 18 Konzerte in der Niederlausitz, Fläming – Zauche, Havelland, Uckermark, Prignitz, Oderland und Berlin gegeben. Außerdem gab es Exkursionen zu Orgelbauwerkstätten.
An dem Festival nahm eine Vielzahl renommierte Organisten teil.

### Preisträgerkonzerte und Hochschulkooperationen
Der Verband engagierte sich aktiv in der Förderung junger Musiker durch die Zusammenarbeit mit renommierten Musikwettbewerben, darunter der Wettbewerb Finsterwalder Sänger (Jazz- und Popgesang) und der Internationale Graun-Wettbewerb in Bad Liebenwerda. In diesem Rahmen vergab der Verband Sonderpreise und lud Preisträger zu Konzertauftritten im Land Brandenburg ein. Zu den ausgezeichneten Musikern des Graun-Wettbewerbs zählen renommierte Ensembles und Solisten wie Der Musikalische Garten, Les Vieux Galant (heute: Postscript), Pia Bohnert (heute: Pia Davila), Neža Torkar, Erik Leuthäuser und das Vokalensemble Les Brünettes.
Seit 2023 besteht zudem eine Kooperation mit der Universität der Künste Berlin, die in der Durchführung eines gemeinsamen Wettbewerbs mündete. Diese Zusammenarbeit zielt darauf ab, aufstrebende Talente durch praxisnahe Förderung und öffentlichkeitswirksame Auftritte weiter zu unterstützen und ihre berufliche Entwicklung in der Musikwelt zu fördern. 
Mit der Hochschule für Musik Hanns Eisler Berlin besteht eine Kooperation, die Teilnehmern an Kursen für Barockgesang, geleitet von Robert Nassmacher, Auftrittsmöglichkeiten im Land Brandenburg verschafft.

## Publikationen
Der Verband veröffentlicht jedes Jahr eine Broschüre, die rund 900 Einzelveranstaltungen im Land Brandenburg umfasst und eine Auflage von 100.000 Exemplaren erreicht. Im Jahr 2017 diente sie, gemeinsam mit der Internetpräsenz des Vereins, als Plattform für 1.500 Veranstaltungen an 420 Orten, die insgesamt 365.000 kulturinteressierte Gäste anzogen. Zusätzlich zur Jahresbroschüre erstellt der Verein themenspezifische Broschüren, die weitere kulturelle Angebote und Schwerpunkte im Land Brandenburg präsentieren.

## Kulturfeste
- Kulturfeste ohne regionale Anbindung[14]
  - Brandenburgische Sommerkonzerte
  - Musikschulen öffnen Kirchen
  - Brandenburgisches Literaturbüro
  - Junge Künstler stellen sich vor[15]
- Barnim
  - Festival Alter Musik Bernau
  - Kirchensommer Brodowin
  - Choriner Musiksommer
  - Kapellenkonzerte im Kloster Chorin
  - Die Provinziale, Filmfest Eberswalde
  - Jazz in E. – Festival aktueller Musik in Eberswalde
  - Glambecker Claviermusiken
  - Pianowerke Wandlitz
  - Randspiele Zepernick
- Brandenburg an der Havel
  - Event-Theater Brandenburg
  - Brandenburger Dommusiken
- Dahme-Spreewald
  - Schlosskonzerte Königs Wusterhausen
- Elbe-Elster
  - Internationales Puppentheaterfestival im Elbe-Elster-Land
  - Finsterwalder Kammermusik-Festival
  - Kunst- & Kultursommer Saxdorf
  - Graun Festspiele
- Frankfurt/Oder
  - Transvocale
  - Kleist-Festtage
  - Klassik ohne Grenzen
- Havelland
  - Havelländische Musikfestspiele
  - Ribbecker Sommerfestival
- Märkisch-Oderland
  - Musik im Kloster Altfriedland
  - Hof-Theater Bad Freienwalde
  - Klassik im Grünen (Buckow)
  - Müncheberger Konzerte
  - Stiftung Schloss Neuhardenberg
  - Märkisches Musik-Theater Rüdersdorf
- Oberhavel
  - Schönfließer Sommermusiken
  - Kunsthaus Laurent Kruppa (ab 2025)
  - Schlosskonzerte Oranienburg (ab 2025)
  - Initiative Zernikow (seit 2024)
  - Abendmusiken in der Dorfkirche Stolpe
  - Schloss & Gut Liebenberg
- Oberspreewald-Lausitz
  - Neue Bühne Senftenberg
- Oder-Spree
  - Tanzwoche in Eisenhüttenstadt
  - Neuzelle Kultur
- Ostprignitz-Ruppin
  - Kammeroper Schloss Rheinsberg
  - Konzerte im Kloster Stift zum Heiligengrabe
  - Schöller Festspiele / Prignitz-Ruppiner Komödienfestival
  - Lindower Sommermusiken
  - Theatersommer Netzeband
  - Aequinox Musiktage
  - Musikakademie und Schlosstheater Rheinsberg
  - Seefestival Wustrau
- Potsdam
  - Musikfestspiele Potsdam Sanssouci
  - Potsdamer Tanztage
  - T-Werk (Internationales Theaterzentrum Potsdam)
  - Internationaler Orgelsommer Potsdam
  - intersonanzen
  - Musik an St. Nikolai Potsdam
  - Theatersommer Sanssouci – Theater Poetenpack
  - Hans Otto Theater (ab 2025)
- Potsdam-Mittelmark
  - Caputher Musiken
  - Festival Für Freunde
  - Fercher ObstkistenBühne
  - Lehniner Sommermusiken
  - KulturForum Schwielowsee
  - _STALL Kunst – Kultur – Kulinarik (seit 2024)
- Prignitz
  - Lotte Lehmann Akademie
  - Kultur- und Kunstfesttage Prignitz
  - Elblandfestspiele
  - Klanglandschaft Prignitz
  - PerleBÄM! Das Straßenkunst-Festival (ab 2025)
  - Raum-Klang-Bild Perleberg (ab 2025)
- Teltow-Fläming
  - Blankenseer Musiksommer
  - DAS HAUS Niedergörsdorf (seit 2024)
- Uckermark
  - Bebersee Festival
  - Literatur- und Musikfestival KALIT (ab 2025)
  - Melzower Sommerkonzerte
  - Kultursommer im Dominikanerkloster Prenzlau
  - Odertal-Festspiele der Uckermärkischen Bühnen Schwedt
  - Uckermärkische Musikwochen[16]
  - Uckermärkischer Orgelfrühling
  - UckerOper (ab 2025)
  - Ensemble Quillo
  - Mobiles Kino Uckermark